# Lanzendorf (Himmelkron)
Lanzendorf (oberfränkisch: Landsndoaf) ist ein Dorf in der Gemeinde Himmelkron im oberfränkischen Landkreis Kulmbach in Bayern. Die Gemarkung Lanzendorf hat eine Fläche von 8,670 km². Sie ist in 1754 Flurstücke aufgeteilt, die eine durchschnittliche Fläche von 4942,71 m² haben. In ihr liegen neben dem namensgebenden Ort die Gemeindeteile Gleisenhof, Kieselhof, Kremitz, Kunigundenhof und Lindenhof. In der Gemarkung leben 1030 Einwohner (Stand: 9. Januar 2004).

## Geographie

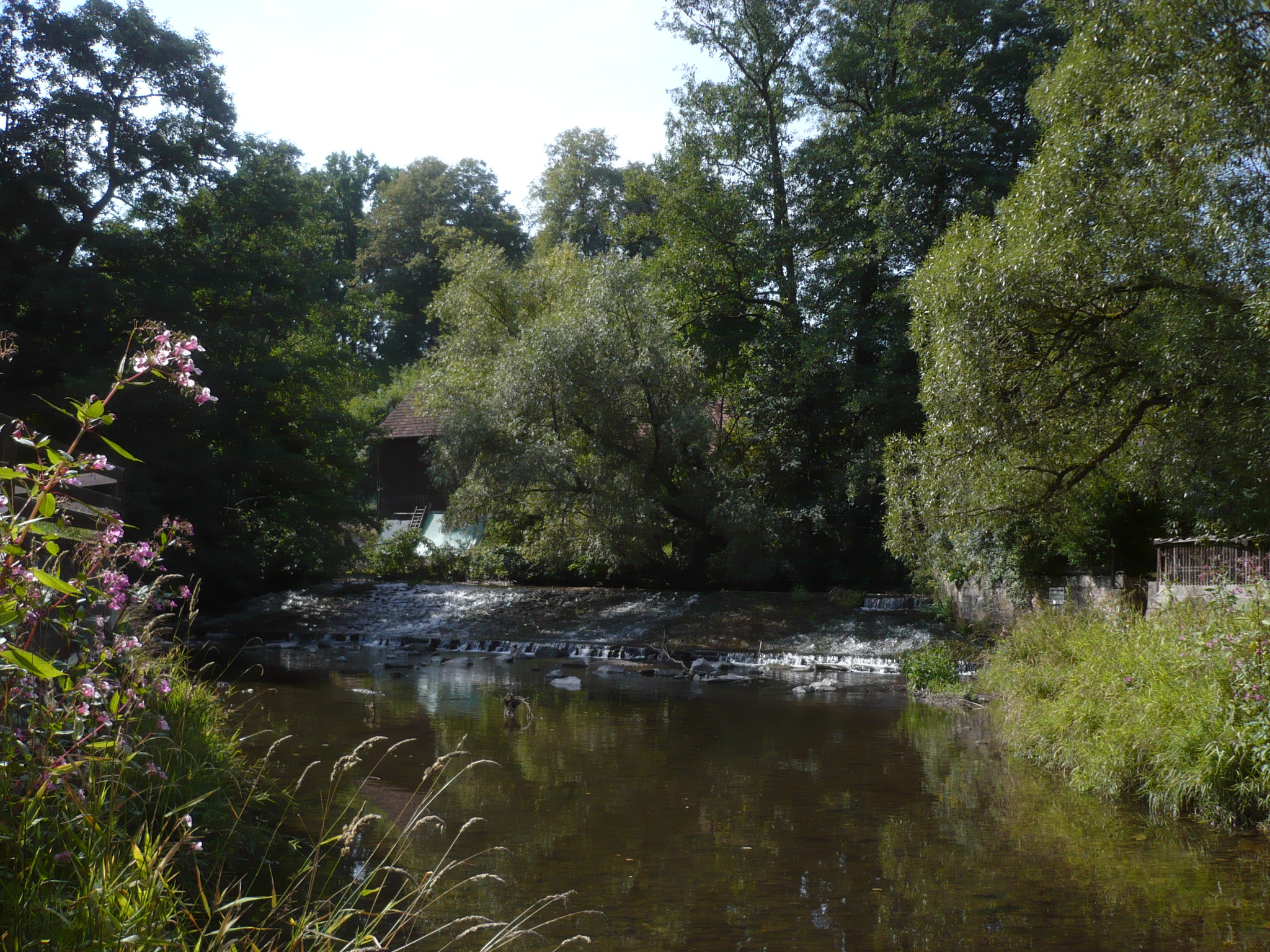
Wehr am Weißen Main

Das Pfarrdorf liegt im Tal des Weißen Mains am Rande des Fichtelgebirges. Es bildet mittlerweile mit Himmelkron im Norden und Gleisenhof im Osten eine geschlossene Siedlung. Gemeindeverbindungsstraßen führen nach Himmelkron (1 km nördlich), über Gleisenhof ins Gewerbegebiet Himmelkron-Ost (1 km östlich), nach Kremitz (0,8 km südöstlich) und nach Oberlaitsch (2,7 km südwestlich).

## Geschichte
Funde aus der Jungsteinzeit, etwa 2500 v. Chr., belegen eine frühzeitige Besiedlung. Südlich des Ortes befinden sich 62 vorgeschichtliche Hügelgräber aus der Zeit um 750 v. Chr.
Über das Alter des Dorfes gibt es viele Vermutungen, wahrscheinlich entstand es vom 8. bis zum 9. Jahrhundert. Das Bestimmungswort des Ortsnamens ist der Personenname Lanzo, Kurzform von Landefrit, ab. Das Grundwort -dorf deutet auf eine frühe Gründung noch vor der ersten Jahrtausendwende hin. Die Lanzendorfer Kirche ist dem Heiligen Gallus gewidmet. Die Kirchengemeinde St. Gallus gehörte vor der Reformation zum Bistum Würzburg, ein sicherer Beweis dafür, dass es sich um eine Urpfarrei handelt, die schon vor der Entstehung des nahe gelegenen Bistums Bamberg im Jahre 1007 existierte. Eine urkundliche Ersterwähnung befindet sich allerdings erst in einem Lehenbuch von 1303 in den Würzburger Archiven.

### Rittergut der Herren von Wirsberg (bis 1687)

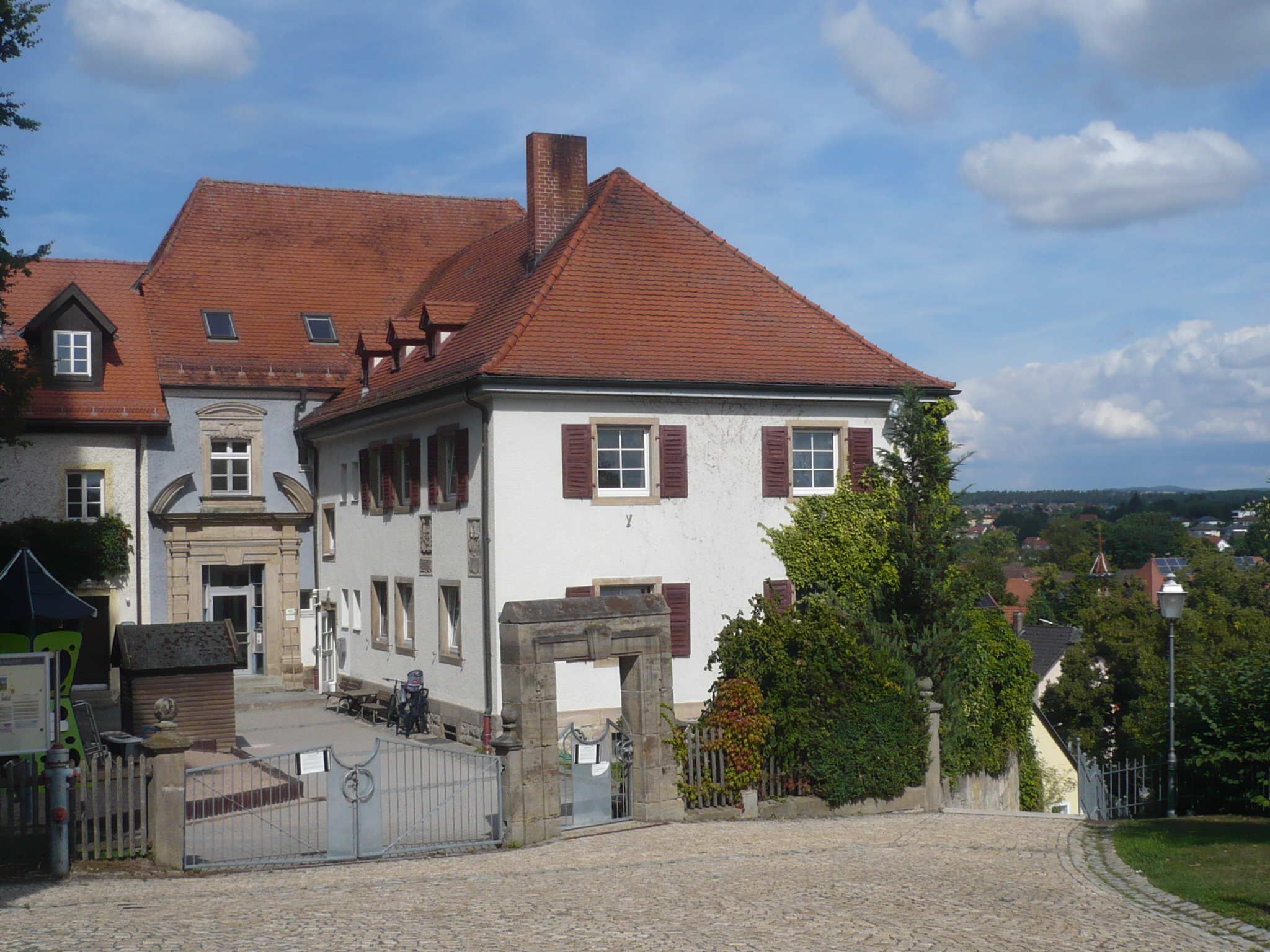
Ehemaliges Schloss der Herren von Wirsberg

Mit der urkundlichen Erwähnung tauchten 1303 die Herren von Wirsberg zum ersten Mal in Lanzendorf auf, die bis zu ihrem Aussterben 1687 ein Rittergut im Ort unterhielten. Ihr Familienwappen zeigt silberne Zinnen auf rotem Grund. Sie nannten sich nach der Burg im nahegelegenen Ort Wirsberg.
Bis 1248 stand das Gebiet im fränkischen „Zweimainland“ unter der Herrschaft der Grafen von Andechs-Meranien und fiel dann an die thüringischen Grafen von Orlamünde. 1338 übernahmen die Burggrafen von Nürnberg, die späteren Markgrafen von Brandenburg-Bayreuth aus der fränkischen Linie der Hohenzollern, die Macht, die sie bis ins 18. Jahrhundert behielten. Bis zu ihrem Aussterben 1687 war Lanzendorf die Stammburg der Wirsberger. Berühmte Persönlichkeiten des Geschlechts waren Magdalena von Wirsberg, Äbtissin im Kloster Himmelkron, der Deutschordensritter Vincenz von Wirsberg und Friedrich von Wirsberg, Fürstbischof zu Würzburg (1558–1573).
1303 erhielt Heinrich von Wirsberg das Patronat über die Pfarrkirche zu Lanzendorf vom Würzburger Fürstbischof, ob als erstmaliges Lehen oder als Lehenserneuerung ist nicht bekannt. Anfang des 15. Jahrhunderts verlängerte Burggraf Johann III. von Nürnberg das Lehen. 1528 wurde auf dem Landtag von Ansbach die Reformation beschlossen. Umgesetzt wurde sie aber erst viel später. Dokumentiert sind Streitigkeiten des Markgrafen Georg Friedrich mit Wolf von Wirsberg. 1562 starb Christoph von Wirsberg. Sein Grabstein ist in der St.-Gallus-Kirche erhalten, daneben das Epitaph seiner Gemahlin Anna von Wirsberg, geborene von Egloffstein. 1632 wurde Lanzendorf von den Truppen Wallensteins in Schutt und Asche gelegt.
1687 starb Philipp Christoph von Wirsberg im Alter von 27 Jahren kinderlos. Ein altes Steinkreuz auf halbem Wege zwischen Himmelkron und Lanzendorf steht einer Sage nach an der Stelle, wo er vom Pferd gestürzt und zu Tode gekommen sein soll.

### Herrschaft der Hohenzollern (1687–1806)
Nach dem Aussterben der Wirsberger fiel das Lehen an den Landesherren Markgraf Christian Ernst von Bayreuth zurück. 1710 wurde der „hochfürstliche Brandenburgische Kammerrat“ Johann Wolfgang Gromann vom Markgrafen Georg Wilhelm mit dem Rittergut belehnt. Sein Grabstein ist in der Kirche erhalten. 1727 ging die Verwaltung auf das Stiftskastenamt Himmelkron über. 1791 verkaufte Markgraf Friedrich Karl Alexander von Bayreuth seine Fürstentümer Ansbach und Bayreuth an das Königreich Preußen. Der preußische Minister Freiherr Karl August von Hardenberg übernahm die Verwaltung. 1797 kam Lanzendorf zum Kammeramt Gefrees und zum Justizamt Berneck. Nach der Niederlage Preußens gegen Napoleon fiel Lanzendorf 1806 an Frankreich.

### Lanzendorf in Bayern (ab 1810)

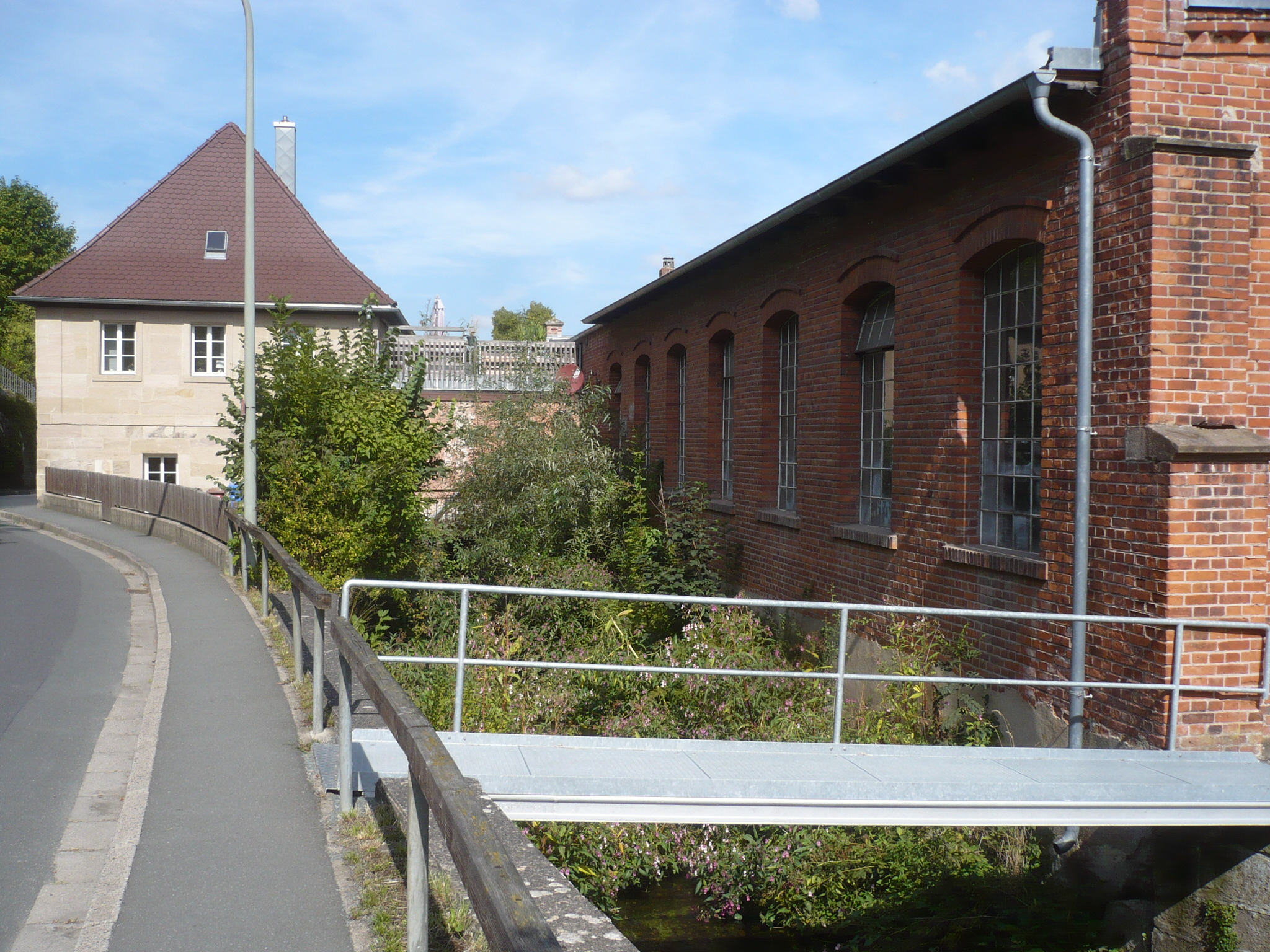
Ehemalige Mühle an der Kremitzer Straße

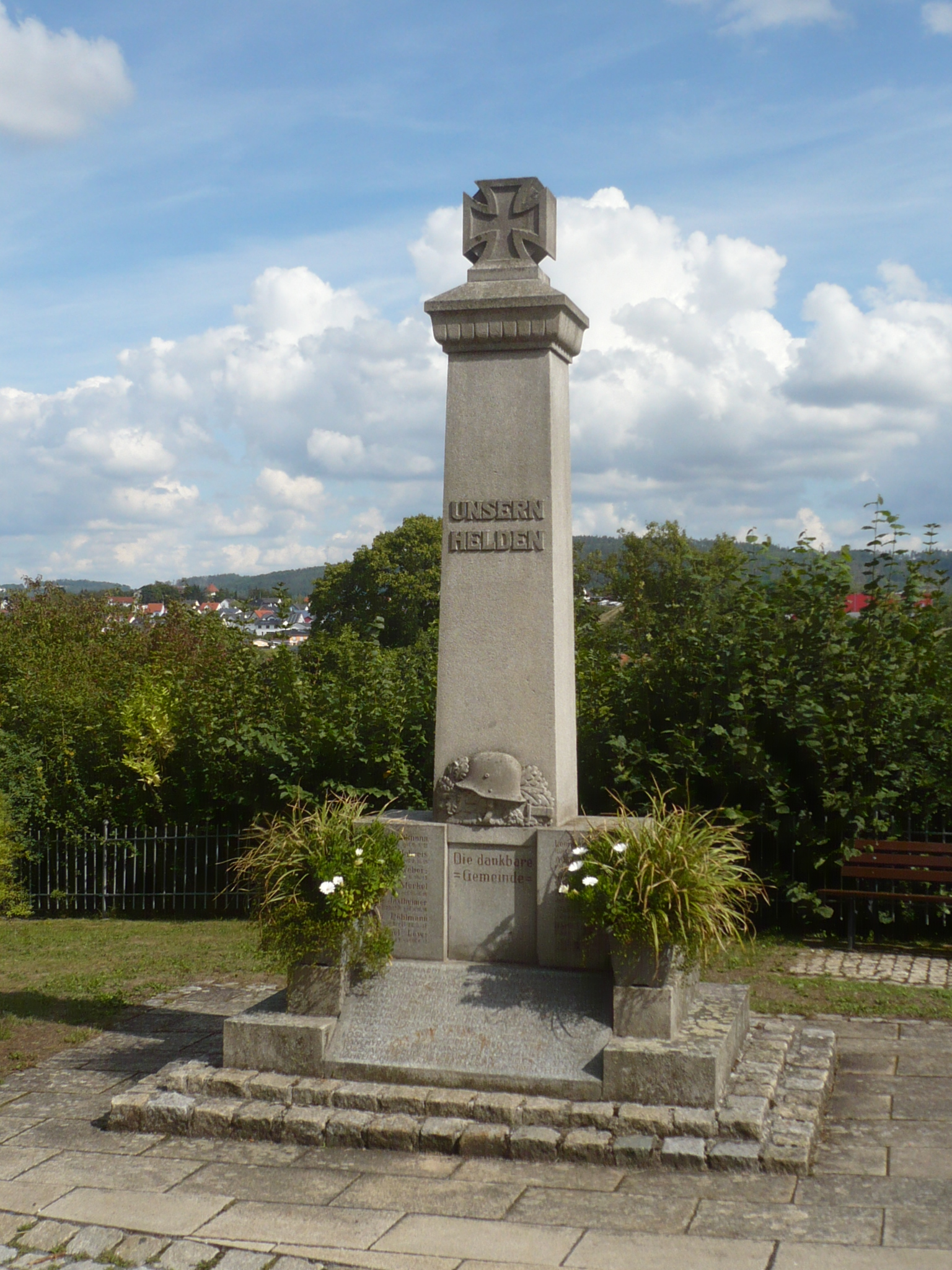
Gefallenendenkmal

Am 30. Juni 1810 übergab die französische Armee das vormalige Fürstentum Bayreuth an das Königreich Bayern, das es für 15 Millionen Francs von Napoleon gekauft hatte. Lanzendorf wurde eine Gemeinde im Landkreis Kulmbach.
Während des „Dritten Reichs“ wurde mitten durch Lanzendorf die Reichsautobahn Berlin–München gebaut. Erste Vermessungsarbeiten erfolgten im Winter 1933/34. Vergebens versuchten die Lanzendorfer, die Zerschneidung des Orts durch deren Trasse abzuwenden. Dass die dort angelegte Anschlussstelle den Namen „Berneck“ erhielt, war ein zusätzlicher Wermutstropfen. In Lanzendorf wurde ein Arbeitslager für 600 Arbeiter angelegt, 400 weitere Arbeiter wurden privat untergebracht. Zu den ersten dienstverpflichteten Arbeitskräften an der Autobahn zählten die im Frühjahr 1933 inhaftierten Kommunisten und Sozialdemokraten. Das Teilstück von Bayreuth nach Lanzendorf wurde am 15. Juli 1937 zu den Bayreuther Festspielen feierlich eröffnet, im September 1937 dann der Abschnitt von Lanzendorf nach Schleiz freigegeben.
Den Zweiten Weltkrieg überstand Lanzendorf mit geringen Schäden. Ein Tieffliegerangriff mit einer Toten ist dokumentiert. An die Gefallenen der beiden Weltkriege erinnert das Kriegerdenkmal vor der Kirche. Am 14. April 1945 zogen amerikanische Soldaten in Lanzendorf ein. Durch den Zustrom an Kriegsflüchtigen nahm die Bevölkerung 1946 stark zu, neue Gemeindeteile und Industrien entstanden. Der größte Teil der Heimatvertriebenen kam aus dem Sudetenland.
In der zweiten Hälfte des 20. Jahrhunderts wurden auf dem Gemeindegebiet der Kunigundenhof und der Lindenhof gegründet.
Mit der Eröffnung der neuen Talbrücke und der Verlegung der Autobahntrasse verschwand 1997 die Bundesautobahn 9 aus dem Dorfbild. 2004 feierten die Lanzendorfer mit einem Jahr Verspätung das 700-jährige Dorfjubiläum.

### Verwaltungsgeschichte
Gegen Ende des 18. Jahrhunderts bestand Lanzendorf aus 71 Anwesen und einer Kirche, einem Pfarrhaus und einer Schule. Das Hochgericht übte das bayreuthische Stadtvogteiamt Berneck aus. Die Dorf- und Gemeindeherrschaft übernahmen das Stadtvogteiamt Berneck und das Stiftskastenamt Himmelkron gemeinsam. Grundherr waren
- das Stiftskastenamt Himmelkron: 2 Schankstätten, 1 Mahlmühle, 2 Schmieden, 1 Badstube, 1 Hof, 1 Viertelhöflein, 10 Güter (darunter eines unbebaut), 7 Gütlein (darunter eines unbebaut), 8 Söldengüter, 3 Söldengütlein, 1 geringes Söldengütlein, 1 Sölde, 1 Tropfgut mit Bäckerhaus, 7 Häuser, 11 Tropfhäuser (darunter eines mit Schmiede), 5 Tropfhäuslein (darunter eines mit Backfeuerrecht), 2 öde Hofstätten;
- das Rittergut Lanzendorf: 1 Schloss, 1 Schäferhaus, 1 Wirtshaus, 1 Brauhaus, 2 Wohnhäuser, 2 Häuser, 4 Tropfhäuser;
- die Pfarrei Lanzendorf: 1 Söldengütlein.[14]

Von 1797 bis 1810 unterstand der Ort dem Justiz- und Kammeramt Gefrees. Mit dem Gemeindeedikt wurde Lanzendorf dem 1811 gebildeten Steuerdistrikt Himmelkron zugewiesen. 1812 entstand die Ruralgemeinde Lanzendorf, zu der Gleisenhof gehörte. Sie war in Verwaltung und Gerichtsbarkeit dem Landgericht Gefrees zugeordnet und in der Finanzverwaltung dem Rentamt Gefrees. 13 Anwesen unterstanden in der freiwilligen Gerichtsbarkeit bis 1848 dem Patrimonialgericht Lanzendorf. Mit dem Zweiten Gemeindeedikt (1818) wurde die Gemeinde Kremitz mit Kieselhof eingegliedert. 1840 wurde Lanzendorf an das Landgericht Berneck und an das Rentamt Marktschorgast überwiesen (1919 in Finanzamt Marktschorgast umbenannt). Ab 1862 gehörte Lanzendorf zum Bezirksamt Berneck. Die Gerichtsbarkeit blieb beim Landgericht Berneck (1879 in Amtsgericht Berneck umgewandelt). 1929 wurde die Gemeinde schließlich an das Bezirksamt Kulmbach (1939 in Landkreis Kulmbach umbenannt) und das Finanzamt Kulmbach abgegeben. 1964 hatte die Gemeinde eine Fläche von 8,684 km². Am 1. Januar 1976 wurde diese im Zuge der Gebietsreform in Bayern nach Himmelkron eingemeindet.

### Einwohnerentwicklung
Gemeinde Lanzendorf
| Jahr      | 1818   | 1840   | 1852   | 1855   | 1861   | 1867   | 1871   | 1875   | 1880   | 1885   | 1890   | 1895   | 1900   | 1905   | 1910   | 1919   | 1925   | 1933   | 1939   | 1946   | 1950   | 1952   | 1961   | 1970   |
| Einwohner | 581    | 721    | 738    | 743    | 778    | 771    | 750    | 736    | 757    | 735    | 664    | 666    | 673    | 655    | 663    | 682    | 665    | 651    | 628    | 859    | 869    | 831    | 822    | 817    |
| Häuser    | 106    |        |        |        |        |        | 110    |        |        | 113    | 104    |        | 114    |        |        |        | 126    |        |        |        | 129    |        | 157    |        |
| Quelle    | [ 12 ] | [ 19 ] | [ 19 ] | [ 19 ] | [ 20 ] | [ 21 ] | [ 22 ] | [ 23 ] | [ 24 ] | [ 25 ] | [ 26 ] | [ 19 ] | [ 27 ] | [ 19 ] | [ 28 ] | [ 19 ] | [ 29 ] | [ 30 ] | [ 30 ] | [ 30 ] | [ 31 ] | [ 30 ] | [ 15 ] | [ 32 ] |

Ort Lanzendorf
| Jahr      | 001809 | 001818 | 001861 | 001871 | 001885 | 001900 | 001925 | 001950 | 001961 | 001970 | 001987 |
| Einwohner | 467    | 415    | 540    | 520    | 527    | 460    | 455    | 608    | 632    | 610    | 659    |
| Häuser    |        | 73     |        |        | 79     | 79     | 89     | 92     | 120    |        | 177    |
| Quelle    | [ 33 ] | [ 12 ] | [ 20 ] | [ 22 ] | [ 25 ] | [ 27 ] | [ 29 ] | [ 31 ] | [ 15 ] | [ 32 ] | [ 34 ] |

## Kultur und Sehenswürdigkeiten

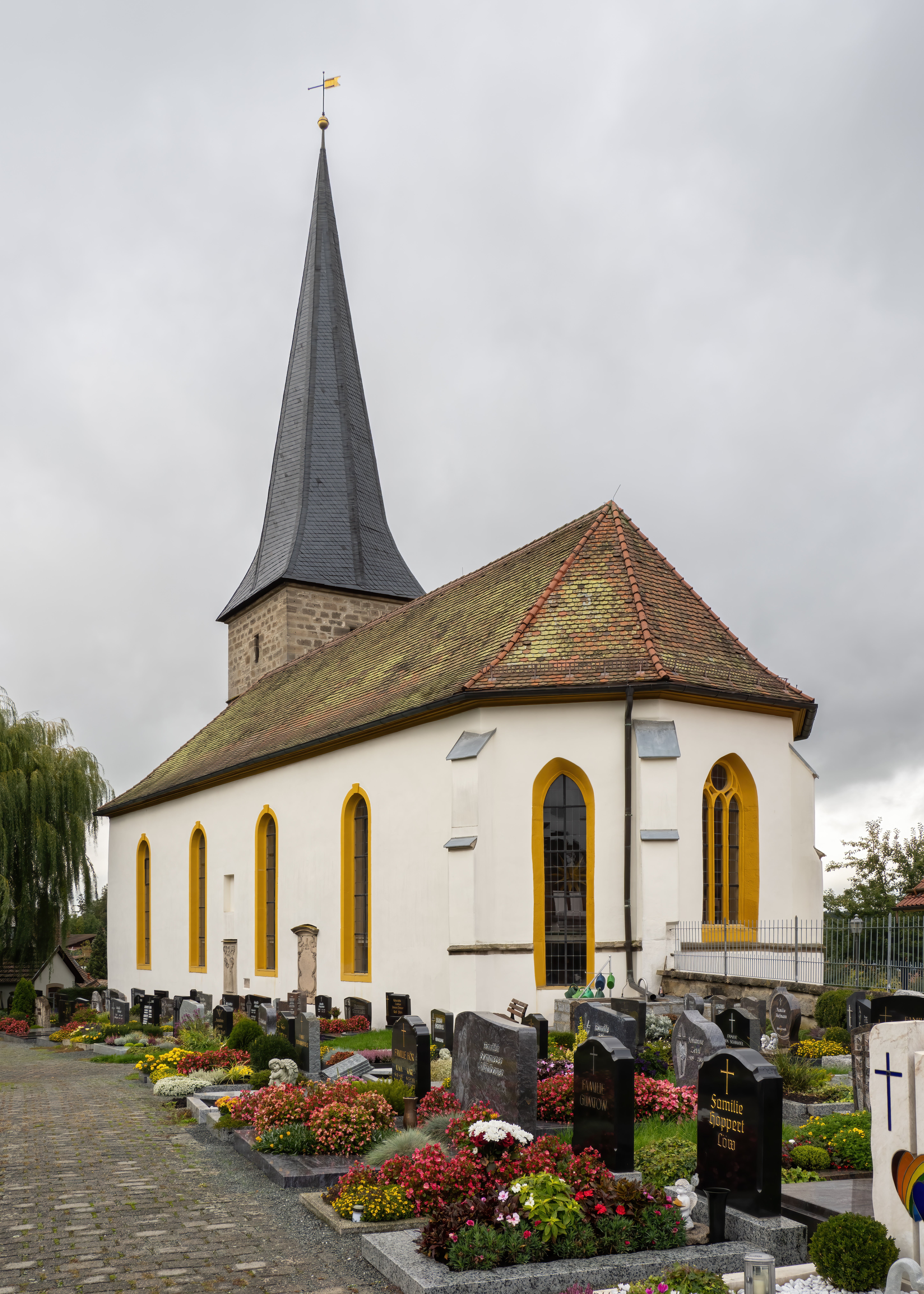
St.-Gallus-Kirche

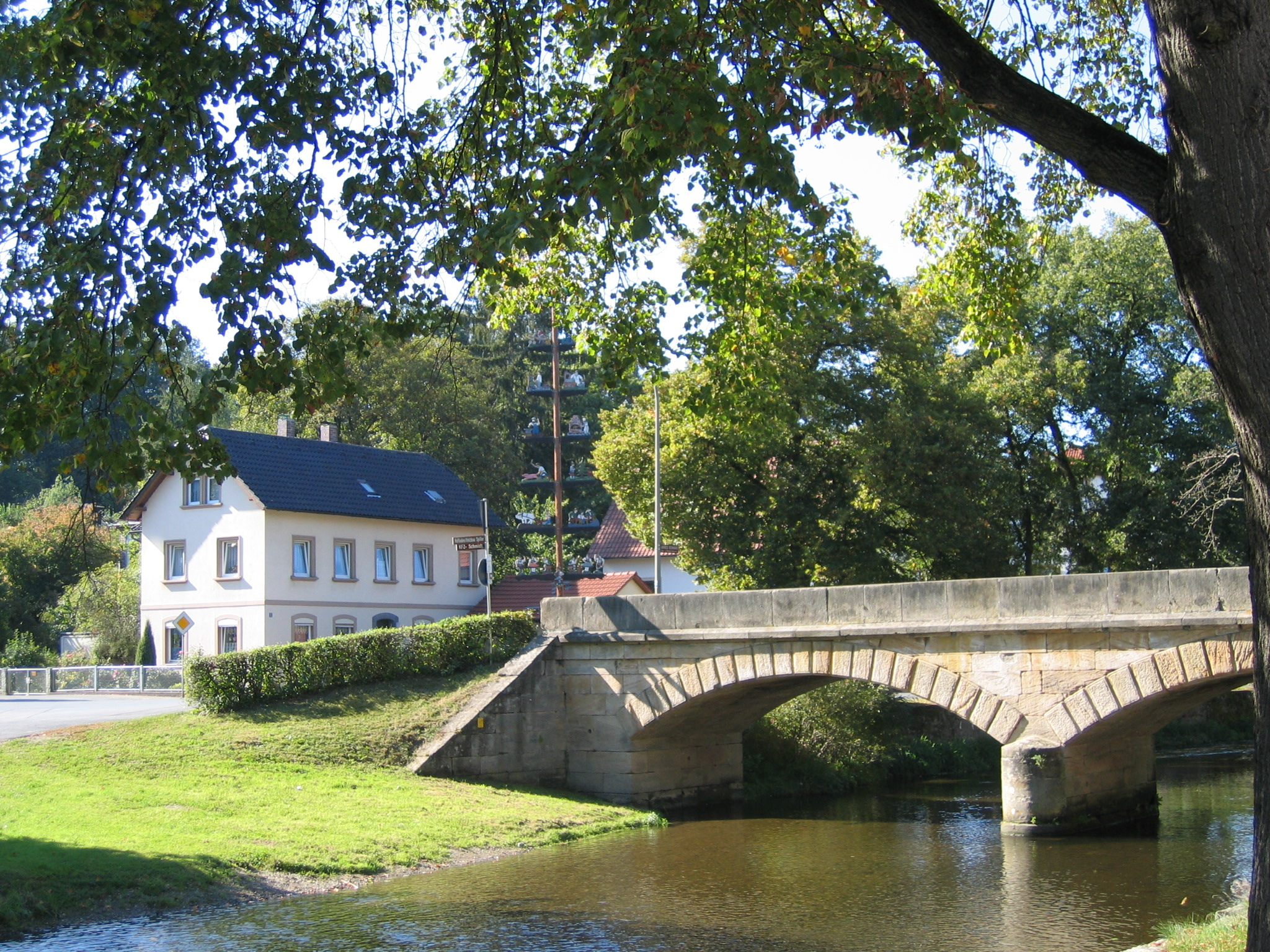
Alte Mainbrücke über den Weißen Main

In der Liste der Baudenkmäler in Himmelkron sind für Lanzendorf 17 Baudenkmale aufgeführt, darunter:

### St.-Gallus-Kirche
Die evangelisch-lutherische Pfarrkirche erhielt ihr heutiges barockes Erscheinungsbild bei der letzten Umgestaltung im Jahre 1750. Es sind sechs Steinbauphasen dokumentiert. Ursprungsbebauung war eine kleine Saalkirche. Sehenswert im Innern ist der Kanzelaltar, das typische Kennzeichen einer lutherischen Markgrafenkirche, der Taufstein und zwölf Apostelfiguren, die auf 1510 datiert werden. Weiterhin befinden sich darin mehrere Grabdenkmäler und Epitaphien sowie die Grüfte der Herren von Wirsberg.

### Ehemaliges Schloss
Der älteste Teil des ehemaligen Schlosses ist das alte Castrum, das heutige Gemeindehaus. Es geht in seinen Grundmauern auf die ehemalige Burg der Wirsberger zurück. 1625 fand im Dreißigjährigen Krieg eine Neubebauung statt. Der heutige Bau enthält ein Sandsteinportal und ein barockes Fenster von 1719. Das ehemalige Schulhaus ist ein stattlicher Sandsteinquaderbau mit hohem Giebel im Stile der Renaissance.

### Pfarrhaus
Eine Erstbebauung fand 1624/25 statt. Der heutige Bau geht auf das Jahr 1889 zurück.

### Alte Mainbrücke
Die alte Mainbrücke ist eine zweibogige Sandsteinbrücke mit Uferbefestigung aus dem Jahre 1866. Im Zuge der Sanierungsarbeiten im Jahr 2010 wurde die Brücke mit einer über die Brückenbögen hinausragenden Betonplatte verbreitert. Damit wurde Platz für eine breitere Fahrbahn und einen Gehweg geschaffen.

### Mittelalterliches Steinkreuz
Es befindet sich auf dem Weg von Lanzendorf nach Himmelkron. Um dieses Kreuz ranken sich mehrere Sagen. Dort soll der letzte Ritter von Wirsberg tödlich vom Pferd gestürzt sein. Nach einer anderen Geschichte starb dort ein Adliger, der eine Nonne aus dem benachbarten Kloster Himmelkron entführen wollte.

## Persönlichkeiten
- Ewald Stübinger (* 1956 in Lanzendorf), evangelische Theologe und Professor